# Turmalina (São Paulo)
Turmalina es un municipio brasileño del estado de São Paulo. Se localiza a una latitud 20º03'06" sur y a una longitud 50º28'34" oeste, estando a una altitud de 467 metros. La ciudad tiene una población de 1.978 habitantes (IBGE/2010) y área de 147,9 km². Turmalina pertenece a la Microrregión de Fernandópolis.

## Geografía

### Hidrografía
- Arroyo Santa Rita

### Carreteras
- SP-463

## Demografía
Datos del Censo - 2010
Población total: 1.978
- Urbana: 1.407
- Rural: 571
- Hombres: 982[5]
- Mujeres: 996

Densidad demográfica (hab./km²): 13,37

## Administración
- Prefecto: Israel Costa (2005/2008)
- Viceprefecto: Ângela Longuini Domingues
- Presidente de la cámara: (2007/2008)

## Religión
El Cristianismo está presente en la ciudad de la siguiente manera:

### Iglesia Católica
La iglesia católica del municipio forma parte de la Diócesis de Jales.

### Iglesia Protestante
En la ciudad están presentes las más diversas creencias evangélicas, principalmente pentecostales, incluidas las Asambleas de Dios de Brasil (la iglesia evangélica más grande del país), Congregación Cristiana, entre otras. Estas denominaciones están creciendo cada vez más en todo Brasil.